# 長泉寺 (杉並区)
長泉寺（ちょうせんじ）は、東京都杉並区にある曹洞宗の寺院。

## 概要
1648年（慶安元年）、欄室関牛によって開山した。元々は、現在の東京都世田谷区烏山にあった「お伊勢の森」にあったが、2年後の火災で現在地に移転した。
かつては、4月に馬駆け、8月に相撲の行事が行われていたが、明治末期から大正初期にかけて、いずれも廃絶している

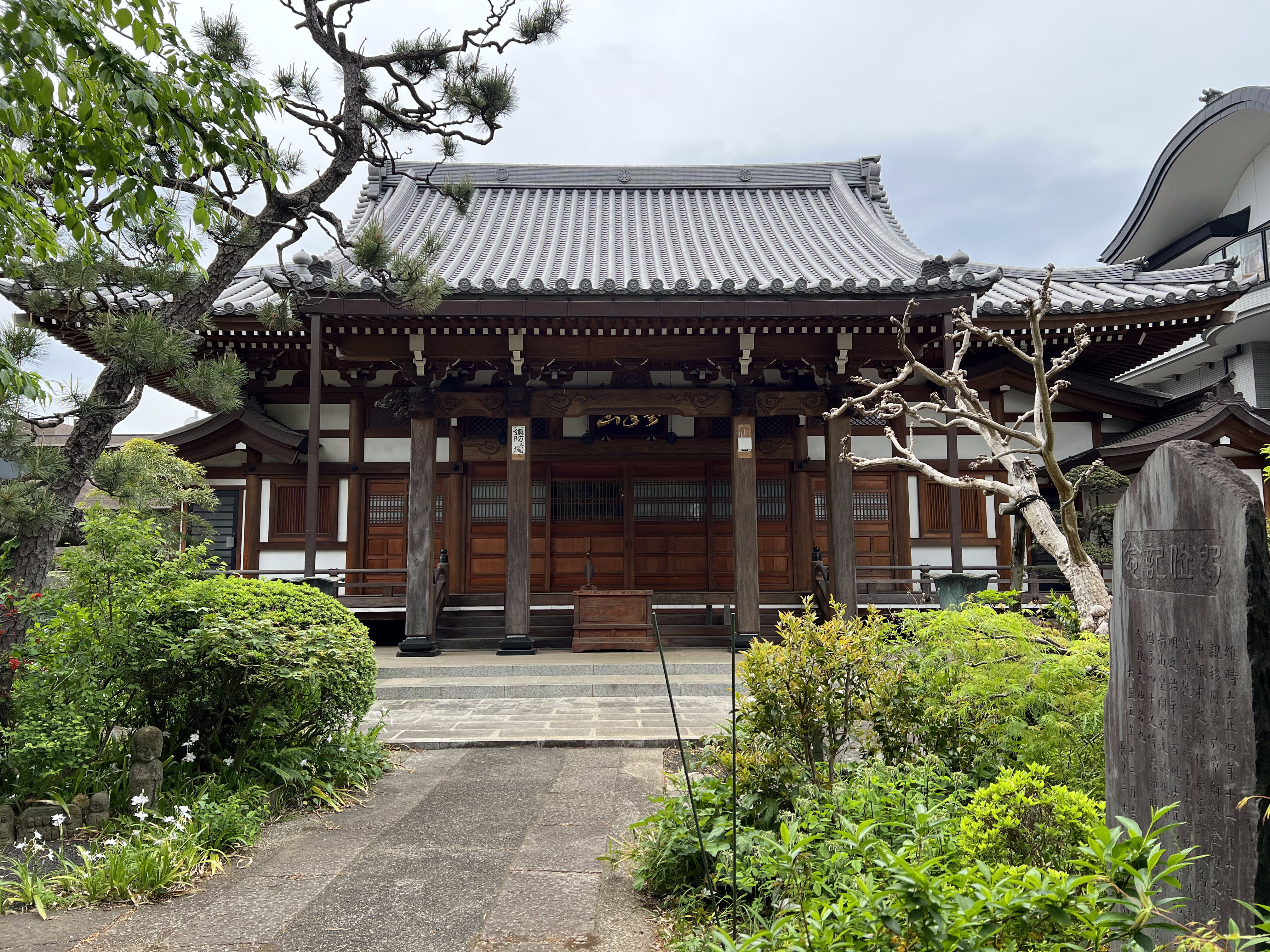
本堂
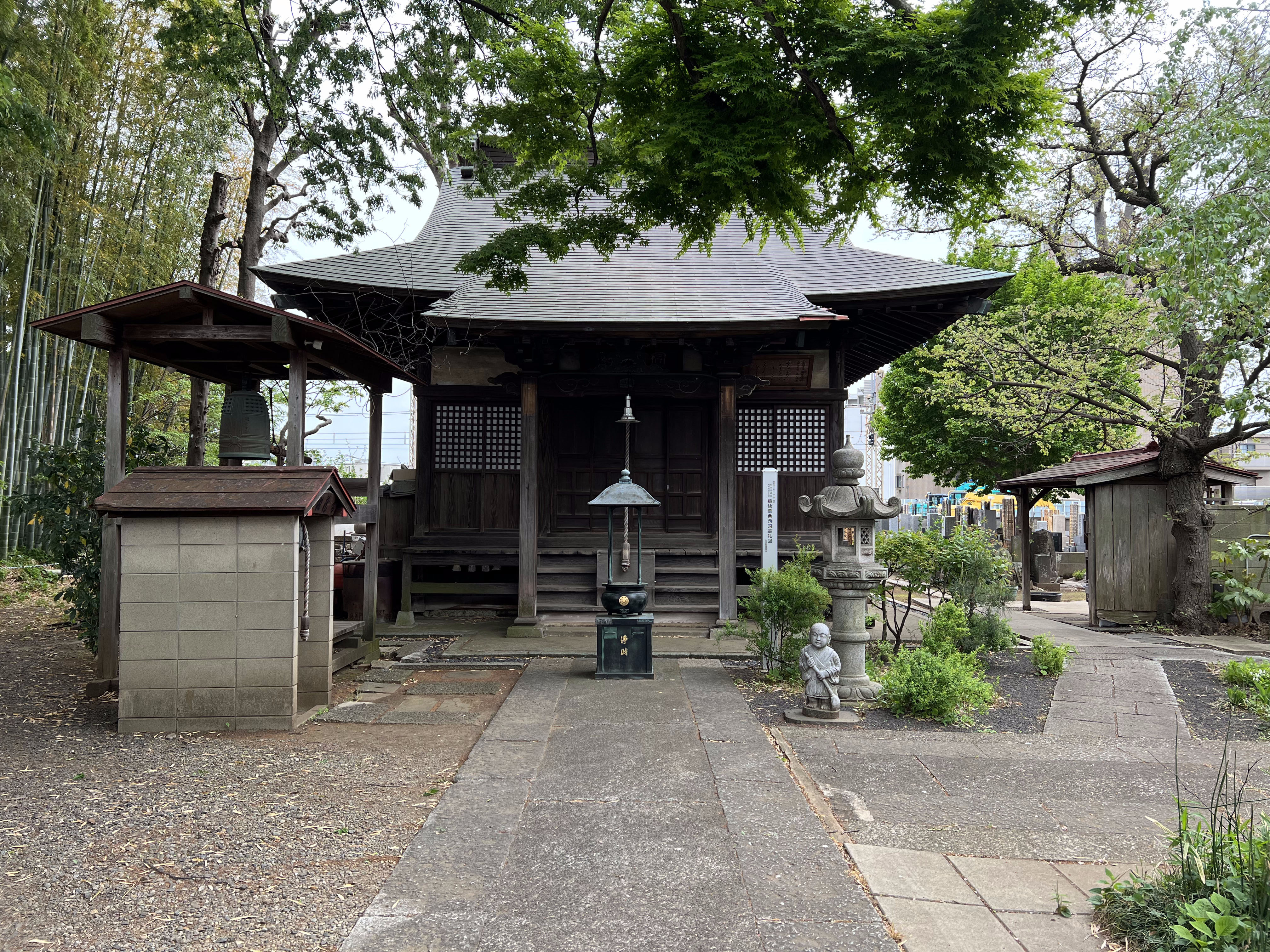
観音堂

## 境内
- 観音堂

内部に西国巡礼を描いた板額がある。狩野派の絵師の中田小左衛門の作で、杉並区の文化財に指定されている。
- 庚申塔
- 地蔵菩薩像
- 十六羅漢石仏

## 墓所
- 並木家（上高井戸宿の本陣「武蔵屋」当主）

## 交通アクセス
- 京王線芦花公園駅より徒歩2分。